# 鈴木桃子
鈴木 桃子（すずき ももこ、生年未公表、3月14日生）は、東京都出身の女性シンガーである。血液型A型。デビュー時の芸名はMOMOKO。東京パフォーマンスドール5期生の鈴木桃子とは同姓同名の別人。旧姓は北代（きただい）であり、同名義での活動でも知られる。

## 略歴
- 幼少期は通算8年間ワシントンD.C.とニューヨークで育つ。
- 1987年、北代桃子名義で『シティーハンター』の挿入歌を歌い、同時に同作の挿入歌の一部作詞も担当した。
- 1989年MOMOKOとしてワーナーミュージック・ジャパンよりアルバム「How I Wish」でデビュー。
- 1993年、COSA NOSTRA加入。
- 2000年末、COSA NOSTRA脱退。
- 2001年よりソロ活動をスタート。

## ディスコグラフィー

### シングル
- 「With Your Kisses」（2001年11月21日）
- 「Endless Summer」

### アルバム
- 『HAPPINESS』（2001年12月19日）Village Records：VRCL-5025
- 『Makin' Music, Makin' Love』（2004年11月25日）Terrarium Labe：TERCL-1005

## 楽曲提供
- ピチカート・ファイヴ
  - 「東京モナムール」【英作詞】
- Fantastic Plastic Machine
  - Electric Lady Land」【英作詞】
- 和田アキ子
  - 「Funky Friday」【作詞・作曲】
- 松雪泰子
  - 「Darkness＆Moonlight」【作曲】
- 吉村由美
  - 「それなりに」【作詞・作曲】
- りょう
  - 「HIKARI」【作曲】w/長田定男
  - 『Indigo Blue』【作曲・プロデュース】
- T.V.JESUS
  - 「Ｍy Super Star」【英作詞】
- 露崎春女
  - 『Wish〜X'mas gift〜(English version)』【英作詞】
  - 「Picture Show」【英作詞】
- S.E.S
  - 「Shining Star」【作詞】
- DJ HASEBE
  - 『TABOO featuring momoko suzuki』【作詞・共作曲】
- Mix
  - TABOO featuring momoko suzuki/ DABO -Foreplay mix-」【作詞・共作曲】
- Mansfield
  - 「I Spy」／Al『Mancsfirld Popp』
  - Booties」
  - 「Birds of paradise」【英作詞】
- ICE
  - 「TOKYO DAY・TOKYO NIGHT」
  - 「HIGH ON LOVE」【英作詞】
- 松田弘＆Quiet Love Notes
  - 「静かな日々」【作詞】
- akakage
  - 「Weekend Magic」【作詞】
- Juice=Juice
  - 「Wonderful World」【英作詞】

## ヴォーカル参加
- ピチカート・ファイヴ
  - 「きみみたいにきれいな女の子」
- BUST A MOVE 2 Dance Tengoku MIX/Original soundtrack
  - 「ツトムのテーマ“GOT TO BE HAPPY”」
- beatmania Club MIX Original Soundtrack
  - 「Walking In The Sun」
  - 「FALLING (Yukihiro Fukutomi Remix)」
- ATOM KiDS 手塚治虫トリビュート・アルバム
  - 「少年マルス」COSA NOSTRA feat.忌野清志郎
- DJ HASEBE
  - 『TABOO featuring momoko suzuki』
- Mix
  - 「TABOO featuring momoko suzuki/DABO -Foreplay mix-」
- Mansfield
  - 「Booties」
  - 「Birds of paradise」
- 松田弘&Quiet Love Notes
  - 「静かな日々」
- akakage
  - 「Weekend Magic」
- from a distance 浜田省吾カバー
  - 「最後のキス」
- THEATRE BROOK
  - 「ONE FINE MORNING」（アルバム「TALISMAN」収録）

## 出演

### テレビ
- 「ブレイクタウン」1996年〜1998年、MTVジャパン

### ラジオ番組
- 「ミス・ブロードキャスト」1990年〜1992年、NACK5
- 「日産ビートクルージング」1990年〜1991年、FM802
- 「J-POP SQUARE」1992年〜1994年、FM富士
- 「Sound of the N.Y.Underground」1993年〜1995年、NORTH WAVE
- 「P HAPPY CLUB KIDS」1994年〜1995年、FM横浜
- 「Across The View」1995年〜1998年、J-WAVE
- 「ヒルサイド・アヴェニュー」2001年〜、JFN系
- 「MUSIC CHALLENGER」2002年〜、NACK5
- 「ポップ・リワインド90's」2013年8月20日〜24日、NHK-FM - ナビゲーター